# Internazionali Femminili di Palermo 2005
Gli Internazionali Femminili di Palermo 2005 sono stati un torneo femminile di tennis giocato sulla terra rossa. È stata la 18ª edizione degli Internazionali Femminili di Palermo, che fa parte della categoria Tier IV nell'ambito del WTA Tour 2005. Si è giocato a Palermo in Italia, dal 18 al 24 luglio 2005.

## Campioni

### Singolare
Anabel Medina Garrigues ha battuto in finale  Klára Koukalová con il punteggio di 6–4, 6–0

### Doppio
Giulia Casoni /  Marija Korytceva hanno battuto in finale  Klaudia Jans-Ignacik /  Alicja Rosolska con il punteggio di 4–6, 6–3, 7–5